# Latsga
Le Latsga (en géorgien : ლაცგა) est un pic de la chaîne du Grand Caucase dans la région géorgienne de Svanétie. Le principal glacier de la montagne, Lekhzir, couvre la face sud du Latsga et des parts des vallées adjacentes.